# Der Demokrat (Weimarer Republik)
Der Demokrat mit dem Untertitel Mitteilungen aus der Deutschen Demokratischen Partei war eine linksliberale politische Zeitschrift in der Weimarer Republik. Sie war von 1920 bis 1930 das offizielle Organ der Deutschen Demokratischen Partei (DDP). Nach der Fusion der DDP mit dem Jungdeutschen Orden 1930 zur Deutschen Staatspartei (DStP) erschien als Nachfolger Blätter der Staatspartei als offizielles DStP-Organ von 1930 bis 1932.
Sie erschien alle 14 Tage donnerstags. Sie brachte zu DDP-Parteitagen Sonderausgaben heraus. Sie wurde herausgegeben und redigiert von der Reichsgeschäftsstelle der DDP in Berlin.
Der Titel bezog sich auf den Parteinamen. Ein Mitglied der DDP wurde gemeinhin als „ein Demokrat“ bezeichnet, analog zu „ein Sozialdemokrat“ oder „ein Deutschnationaler“.
In einer Werbeanzeige im Parteialmanach Das ABC der DDP (1927) hieß es, die Zeitschrift „enthält alle wichtigen Mitteilungen aus dem Leben der Partei, aus der Arbeit der Parlamentarier, aus der Frauen- und Jugendbewegung, unentbehrliches Rüstzeug für Kampf und Werbung“.
Aus dem chronisch unterfinanzierten Parteihaushalt wurde die Zeitschrift bezuschusst, es gab jedoch keinen automatischen Bezug der Zeitschrift, der mit einer Mitgliedschaft verbunden war. Er musste aktiv abonniert werden. Nur ein Bruchteil der DDP-Mitglieder bezog ihn. 1921 hatte Der Demokrat nur 1500 Abonnenten, kritisierte Richard Frankfurter, der Vorsitzende des Organisationsausschusses vor dem kleinen Parteitag, dem Parteiausschuss, im November 1921. Er forderte, alle Delegierten und alle Vorsitzenden der Lokalorganisationen müssten ihn abonnieren. „Ohne reichlicheres Abonnement ist er nicht aufrechzuerhalten.“ Die schlechten Finanzen, verursacht durch Wahlniederlagen, Mitgliederflucht und miserable Zahlungsmoral, führten 1922/23 zu einer drastischen Reduzierung des Personals der Parteizentrale, und das Erscheinen des Demokrat wurde eingeschränkt. Anton Erkelenz initiierte, alle Organisationen der Partei zur Abnahme eines Exemplars zu verpflichten. Der Vorstand beschloss daraufhin ein „Zwangsabonnement“. Dies sicherte der Zeitschrift dauerhaft das Erscheinen.
Die Zeitschrift erschien in ihren besseren Jahren mit bis zu 32 Seiten Umfang. Sie enthielt jeweils mehrere aktuelle Artikel zu Politikfeldern, Parteitreffen, Zielgruppen der Partei und Wahlen, außerdem die Rubriken „Aus dem demokratischen Parteileben“, „Unsere Parlamentarier bei der Arbeit“ mit Berichten aus Reichstags- und Landtagsfraktionen, die Rubrik „Rüstzeug für Kampf und Werbung“ mit knappen Argumentationshilfen zu Themen und Parteienkonkurrenz, die Rubrik „Demokratische Frauenbewegung“ und „Demokratische Jugendbewegung“ sowie Kurzrezensionen in der Rubrik „Aus Büchern und Zeitschriften“.
Da es sich um ein Parteiorgan handelte, war der presserechtliche Verantwortliche der Reichs- bzw. Hauptgeschäftsführer der Partei.
Redaktion und Herstellung lagen bei der Demokratischer Zeitungsdienst GmbH, einem privaten Verlagsunternehmen des DDP-Vorstandsmitglieds und Journalisten Friedrich Weinhausen, an dem Treuhänder der DDP zu 51 Prozent beteiligt waren. Weinhausen war auch Redaktionsleiter des Dienstes, redigierte also auch Der Demokrat. In den politischen Beirat des Dienstes wählte der DDP-Vorstand Ernst Jäckh, Hermann Kalkoff, Robert Jansen, Hermann Fischer, Richard Frankfurter und Eugen Schiffer; Weinhausen berief zusätzlich Gertrud Bäumer, Otto Nuschke und Max Wiessner. Als Weinhausen im August 1925 starb, übernahmen Karl Brammer die Leitung und der DDP-nahe private Verlag Neuer Staat (früherer Name: Demokratischer Verlag) die Anteile der Familie Weinhausen.
Der Titel ist nicht zu verwechseln mit zahlreichen anderen Zeitschriften und Zeitungen gleichen Namens, die in der Zeitschriftendatenbank ZDB eingesehen werden können.